# Union Valley (Texas)
Union Valley es una ciudad situada en el condado de Hunt, Texas, Estados Unidos. Tiene una población estimada, a mediados de 2023, de 487 habitantes.

## Geografía
La localidad está ubicada en las coordenadas 32°56′49″N 96°14′25″O / 32.94694, -96.24028 (32.946925, -96.240293). Según la Oficina del Censo, tiene una superficie total de 6.91 km², de los cuales 6.87 km² corresponden a tierra firme y 0.04 km² están cubiertos de agua.

## Demografía
Según el censo de 2020, en ese momento había 370 personas residiendo en la localidad. La densidad de población era de 54 hab./km². El 84.3% de los habitantes eran blancos, el 1.4% eran afroamericanos, el 0.3% era isleño del Pacífico, el 3.2% eran de otras razas y el 10.8% eran de una mezcla de razas. Del total de la población, el 15.7% eran hispanos o latinos de cualquier raza.